# Şehzade Selim Süleyman
Şehzade Selim Süleyman Efendi (turco ottomano: شهزاده سلیم سلیمان; Istanbul, 25 luglio 1860 – Istanbul, 16 luglio 1909) è stato un principe ottomano, figlio del sultano Abdülmecid I e della consorte Serfiraz Hanim.

## Origini
Şehzade Selim Süleyman nacque il 25 luglio 1860 a Istanbul, nel Palazzo Dolmabahçe. Suo padre era il sultano ottomano Abdülmecid I e sua madre una delle sue consorti, Serfiraz Hanim. Era il terzo figlio e secondo maschio di sua madre, ma sia suo fratello sia sua sorella maggiore morirono bambini.
Rimase orfano di padre nel 1861, a undici mesi. Lui e sua madre, che era caduta in disgrazia poco dopo la sua nascita, si stabilirono a Palazzo Bebek, a Ortaköy. 
Selim Süleyman venne circonciso nel 1870, assieme a numerosi suoi parenti, fra cui il suo fratellastro Şehzade Mehmed Vahdeddinin (Mehmed VI), suo nipote Şehzade Mehmed Selaheddin, figlio di Murad V, i suoi cugini Şehzade Yusuf Izzeddin e Şehzade Mahmud Celaeddin, figli di Abdülaziz I, e suo nipote Sultanzade Alaeddin Bey, figlio di Münire Sultan.

## Rapporti con Abdülhamid II
Nel 1876 il suo fratellastro Murad V venne deposto dopo soli tre mesi di regno per supposta incapacità mentale e sostituito da un altro fratellastro, Abdülhamid II. Murad V e la sua famiglia furono rinchiusi nel Palazzo di Çırağan. 
Selim Süleyman faceva parte di una fazione che considerava Abdülhamid II un usurpatore e riteneva che il trono dovesse essere reso a Murad V. Nel 1878, insieme ad altri alleati di Murad, fra cui Şevkefza Sultan, madre di Murad, Servetseza Kadin, Prima Consorte di Abdülmecid, Şehzade Ahmed Kemaleddin, suo fratellastro, Fatma Sultan e Seniha Sultan, sue sorellastre, e il marito di quest'ultima, Mahmud Celaleddin Pasha, complottarono per rimettere Murad sul trono, ma il colpo di Stato, portato avanti da Ali Suavi il 20 maggio 1878, fallì a causa del prefetto della polizia di Beşiktaş, Hacı Hasan Pasha. I suoi uomini furono uccisi e i cospiratori appartenenti alla famiglia reale, sebbene non giustiziati, furono posti ai domiciliari o a severe restrizioni e controlli. La prigionia di Murad e della sua famiglia venne rese ancora più rigida. Servetseza morì pochi mesi dopo, secondo molti avvelenata dallo stesso Abdülhamid.

## Morte
Selim Süleyman morì il 16 luglio 1909 a quarantotto anni e venne sepolto nel mausoleo Şehzade Ahmed Kemaleddin, nel cimitero Yahya Efendi. 

## Famiglia

### Consorti
Selim Süleyman ebbe cinque consorti:
- Filişan Hanım. Georgiana, nacque 17 luglio 1869 a Batumi. Si sposarono il 10 ottobre 1885. Da lei non ebbe figli, tuttavia lei si comportò come una madre nei confronti dei suoi altri figli, in particolare sua figlia Naciye Sultan, che aiutava con le lezioni di piano, e la figlia di lei, Mahpeyker Hanımsultan. Ricordata come una persona di buon cuore, morì nel 1947 a Palazzo Bebek, Istanbul.
- Emine Cavidan Hanım. Nata il 28 ottobre 1862, era figlia di Bezmiara Kadin, una delle consorti di suo padre, da cui aveva divorziato, e del suo secondo marito, Tevfik Paşah. Era stata allevata dalla principessa egiziana Zeynep Hanim, figlia di Mehmed Ali. Si sposarono nel 1886 col consenso di Zeynep, ma Abdülhamid II non gradiva la ragazza e non la riteneva adatta al fratello e alla dinastia. Ordinò ai due di divorziare e la sposò invece al principe Hüseyn Bey d'Egitto. Non ebbero figli.
- Fatma İkbal Hanım. Nacque il 19 settembre 1871 a Adapazarı, nella provincia di Sakary. Si sposarono nel 1893. Da lei ebbe il primo figlio. Morì il 20 settembre 1932 a Beşiktaş, Istanbul.
- Ayşe Tarziter Hanım. Nacque il 4 febbraio 1880 a Ganja, in Azerbaigian, membro della famiglia nobile abcasa Bargan Ipa. Si sposarono nel 1895. Da lei ebbe l'unica figlia e il figlio minore. Dopo l'esilio della dinastia nel 1924, lei e suo figlio si stabilirono a Beirut, in Libano.
- Ayşe Zatimelek Hanım. Nacque a Uzuncaorman, Hendek, figlia del principe Nuri Bey Tapş-Ipa e della principessa Nazife Hanım Açba. Aveva un fratello, Rıza Bey. Era stata una delle dame di Verdicenan Kadın, consorte di Abdülmecid I. Si sposarono nel 1899. Da lei non ebbe figli. Rimasta vedova nel 1909, visse in una villa a Ortaköy, dove allestì una sartoria impegnata in progetti di beneficenza e assistenza ai soldati. Nel 1922, alla proclamazione della Repubblica, si trasferì col fratello ad Amasya, dove lui divenne vice governatore. Nel 1934 venne varata la legge sul cognome e assunse il nome di Ayşe Zatimekek Tapşın. Morì ad Amasya nel 1941.

### Figli
Selim Süleyman ebbe due figli:
- Şehzade Mehmed Abdülhalim (28 settembre 1894 - 26 maggio 1926) - con Fatma İkbal Hanım. Nato a Palazzo Feriye, Istanbul. Si sposò una volta ed ebbe un figlio e una figlia. Morì in esilio a Parigi.
- Şehzade Mehmed Şerafeddin (19 maggio 1904 - 1966) - con Tarziter Hanım. Nato a Palazzo Feriye, Istanbul. Si sposò due volte ed ebbe una figlia. Morì in esilio a Beirut, in Libano.

### Figlie
Selim Süleyman ebbe una figlia:
- Emine Naciye Sultan (25 ottobre 1896 - 4 dicembre 1904) - con Tarziter Hanım. Nata a Palazzo Feriye. Si sposò due volte ed ebbe un figlio e tre figlie. Morì a Nişantaşı, Istanbul.

## Vita privata e personalità
Selim Süleyman aveva appartamenti a Palazzo Feriye, dove trascorreva l'inverno, e una casa sul Bosforo, villa Nisbettiye, dove passava l'estate. Possedeva anche una casa di campagna a Balmumcu, la residenza che amava di più.
Parlava correttamente arabo e persiano ed era un gran lettore, anche in queste lingue, e un appassionato di letteratura.
Venne descritto come una persona romantica, appassionata di musica, soprattutto occidentale, passione presa dalla madre Serfiraz Hanim, e amante della natura. Amava gli sport, in particolare l'equitazione. 